# Bacoli
Bacoli este o comună metropolitană din provincia Napoli, regiunea Campania, Italia, cu o populație de 25.230 locuitori (1 ianuarie 2023) și o suprafață de 13,47 km².

## Demografie
Bacoli - evoluția demografică

|  | Graficele sunt indisponibile din cauza unor probleme tehnice. Mai multe informații se găsesc la Phabricator și la wiki-ul MediaWiki. |

Date: Recensăminte sau birourile de statistică - grafică realizată de Wikipedia

## Vestigii istorice

### Castello Aragonese
Castel construit cu începere din anul 1495. Găzduiește un important muzeu istoric („Museo archeologico dei Campi Flegrei”).

### Museo archeologico dei Campi Flegrei
Găzduit în “Castello Aragonese” din Baia.

### Parcul arheologic submarin de la Baia / Bacoli
Tărmul golfului Pozzuoli se ridică și se scufundă periodic, din cauza activității vulcanice (mișcări epirogenetice). O parte din fosta stațiune balneară romană Baiae este din nou scufundată în mare. In „Parco Archaeologico Sommerso di Baia“ se pot vedea sub apă sculpturi, mozaicuri și un vechi drum pavat de pe vremea romanilor.

### „Pe urmele lui Orfeu“
Arheologii amatori Robert Ferrand Paget și Keith William Jones susțin că în anul 1962 au descoperit la Baia ținutul mitologic subpămȃntean al lui Hades și rȃul Styx. Tunelurile complexe se extind între Baia și vulcanul Averno.